# تاريخ رأس الخيمة
يرجع تاريخ رأس الخيمة لقديم الأزل حيث أنها ذُكِرَت عند الآشوريين أما التاريخ الحديث والمعاصر فيرجع لظهور البرتغاليين في المنطقة والذي تبعه ظهور اليعاربة فقد كانت تسمى قديماً جلفار وتسمى في بعض الأحيان بلاد الصير كما كانت تسمى عُمان. اعتمد أهل الساحل الشمالي على الزراعة وصيد الأسماك والغوص على اللؤلؤ، فقد كان أسطول الغوص يتكون من خمسين سفينة. ومن الصناعات التي اشتهرت بها رأس الخيمة هي صناعة السفن الخشبية كما استخدموها في نقل التجارة بين الموانئ العمانية، وبين موانئ حوض الخليج العربي وبين موانئ الهند حتى أن بعض الأماكن، حول منطقة مسندم بصفة خاصة، كانت أكثر ثراء في القرن السادس عشر مما أصبحت عليه في فترات لاحقة، بينما في الداخل فيعملون في الرعي وزراعة النخيل. واشتهرت كمستوطنة أثرية في النصف الأول من الألف الثالثة قبل الميلاد وأضحت جلفار من المدن الإسلامية المعروفة الواقعة على شاطئ الخليج، والتي تضم بيوتاً سكنية ومساجد تعود إلى القرن الرابع الهجري وكمركز تجاري، وجاء ذكرها في السجلات الهولندية في البصرة سنة 1646، حيث سُجِّلَ وصول سفينة من جلفار على الساحل العربي تحمل 100 صندوق من أقماع السكر كما كانت مركزاً رئيسياً في تجارة الأسلحة أثناء الحروب الأفغانية والفارسية والإنجليزية. زارها العديد من الرحالة المسلمين والمستكشفين الأجانب، وقد قال عنها المرتضى الزبيدي في شرحه تاج العروس:
| تاريخ رأس الخيمة | جلفار، كجلنار مدينة بحرية بنواحي عمان يجلب منها السمن والجبن إلى جزيرة قيس. | تاريخ رأس الخيمة |

وقال ياقوت الحموي في كتابه معجم البلدان في حديثه عن جلفار:
| تاريخ رأس الخيمة | بلد بعمان عامر كثير الغنم والجبن والسمن يجلب منها إلى ما يجاورها من البلدان. | تاريخ رأس الخيمة |

ووصف دوارت باربوسا في كتابه كتاب دوارت باربوسا جلفار في القرنين السابع عشر والثامن عشر قائلاً:
| تاريخ رأس الخيمة | مكان كبير جداً فيها العديد من الناس والأعيان والملاّحين الذين كانوا يعملون في صيد " الجفار" أو اللآلئ الصغيرة والعديد من اللآلئ الكبيرة التي كان تجّار هرمز يقصدونها لشراء تلك اللالئ. | تاريخ رأس الخيمة |

ورأس الخيمة كانت تطلقَ على المناطق من شبه جزيرة مسندم شمالاً إلى المناطق الجنوبية وقديماً كانت جزءاً من بلاد البحرين. وعلى الرغم من أن رأس الخيمة حكمها 11 شيخاً إلا أن الشيخ صقر بن محمد القاسمي (1948 - 2010) كان له الدور الأكبر في توحيد الإمارة.
كانت رأس الخيمة حاضنة للكثير من الرواد في مختلف الميادين، ففي سنة 1967، أنشئ أول نادي اجتماعي نسائي، كما كانت هناك حلقات علمية في زمن الحملات البريطانية عليها كما قاموا ببناء عدد من القلاع منها قلعة ضاية في الوقت التي تذكر فيه روايات بأن القلعة بنيت في العهد السعودي

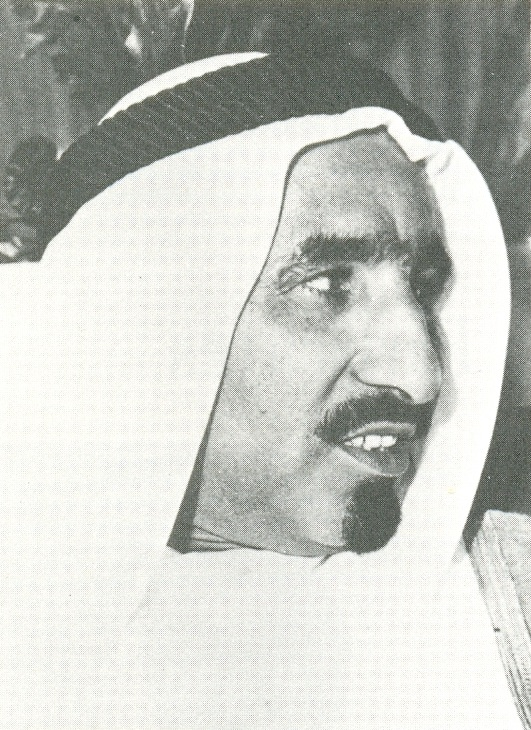
الشيخ صقر بن محمد القاسمي (1948-2010) حاكم رأس الخيمة السابق

## أصل الاسم
كان الاسم السابق للمنطقة هو جلفار وظل يشار إليها حتى أوائل القرن السادس عشر ثم تغير بعد ذلك لرأس الخيمة يرجع اسم مدينة رأس الخيمة إلى الخيمة التي كانت تنصبها الملكة الزباء في حين تشير مصادر أخرى إلى أن أول من نصب الخيمة هو رحمة بن مطر القاسمي زعيم القواسم.

## أهم مناطقها
أهم مناطقها تاريخياً
- منطقة رؤوس الجبال[30][31]
- وجزيرة الحمراء أو زعاب[32]
- خت[33]
- شمل[33]
- رمس[27]

ورد أن عدد سكانها في فترة العثمانيين يناهز الخمسة آلاف نسمة في الوقت الذي يذكر فيها ولكنسون أن عدد سكان رأس الخيمة في عام 1968 هو 24,482، كما أن كل سكان رأس الخيمة هم من السنة

## التاريخ القديم والإسلامي
مرت رأس الخيمة بتاريخ قديم يعود إلى خمسة آلاف سنة قبل الميلاد بالقرب من الجزيرة الحمراء حيث عثر على ركام ضخم من الهياكل ومجموعة من الأسطح الخارجية مما أعطى تلميحات أولية لأنشطة إنسانية في هذه المنطقة وتشير دراسات أخرى إلى موقع شمل حيث تم الكشف عن مساكن ساحلية تعود إلى 1600-1400 قبل الميلاد.
في بداية عصر الخلفاء الراشدين حدثت حروب الردة حيث ظهر لقيط بن مالك الأزدي في عمان وغلب عليها، واضطر جيفر وعباد ابنا الجلندي صاحبا عمان الالتجاء إلى الجبال وعلى سواحل البحر، وأرسل جيفر إلى أبي بكر يستنجده، فبعث أبو بكر حذيفة بن محصن إلى عمان وعرفجة بن هرثمة إلى مهرة، وأوصاهما إذا التقيا أن يبتدئا بعمان، وإذا اقتربا منها راسلا جيفرا وعبادا، ثم أتبعهما بعكرمة بن أبي جهل الذي كانت وجهته اليمامة، فلما هزم طلب من الخليفة أن يسير بمن معه إلى عمان.
في العصر الأموي كانت المنطقة تابعة للخوارج في البحرين مع ثورة اليمامة التي قادها نجدة بن عامر الحنفي سنة 66 هـ، ثم تبعت والي العراق الحجاج بن يوسف الثقفي والذي بدوره نفى جابر بن زيد إلى عمان، فزاد عدد أتباعه خاصة من قبائل الأزد. بعد وفاة الحجاج، تولى أمرها المهلب بن أبي صفرة وظلت هكذا لحين سقوط الدولة الأموية.
أما العصر العباسي، لم يزال الوضع غير مستقر بين ثورات الخوارج وإخمادها من قبل الخلفاء والولاة حتى تمكن الصلت بن مالك من الإمامة فاستقرت الأوضاع وازدهرت عمان في ظله حتى تمكنوا من شن غارات على سواحل الهند. سقط الجزء الشرقي للجزيرة العربية تحت حكم أبو سعيد الجنابي القرمطي وحاول احتلال مصر، لكن بائت محاولته بالفشل. وقضى السلاجقة على القرامطة.

### فترة العبيد (5000- 3800 ق.م)
وهي أقدم فترة عرفت في رأس الخيمة بالقرب من الجزيرة الحمراء حيث عثر على ركام ضخم من الهياكل ومجموعة من الأسطح الخارجية مما أعطى تلميحات أولية لأنشطة إنسانية في هذه المنطقة بالإضافة إلى ذلك عثر على الفخاريات، الخرز، وشباك وأدوات من الصوان وهي تمثل الحضور السابق لسكان البادية الذين كانوا يعيشون على الساحل أثناء شهور الصيف. وهذه الفخاريات مشابهة لتلك الموجودة في بلاد مابين النهرين وفي الفترة نفسها مما يدل على وجود اتصال تجاري مباشر في ما بينهم. كما عثر على موقع في خت يحتوي على أدوات الصوان ومن الفترة نفسها.

### فترة حفيت (3200- 2600 ق.م)
وقد كان أشهر ما يميز هذه الفترة وجود ركام لقبور الدفن بنيت على جبال شاهقة الارتفاع، مصنوعة من الحجر المحلي وقد كانت في الأصل على هيئة خلية نحل مكونة من حجرة صغيرة أو حجرتين من كل قبر عثر عليها في منطقة خت، ووادي البيح ووادي القور.

### فترة حضارة أم النار (2600-2000 ق.م)[37]
ظهرت حضارة أم النار في أواسط الألفية الثالثة قبل الميلاد وهي معروفة بقبورها المستديرة، حيث كانت الجدران الخارجية مبنية من أحجار منحوتة ومصقولة بشكل ناعم وداخلها قسمت القبور إلى بضعة حجرات واستعملت للدفن الجماعي حيث كانت تستعمل لدفن عدة أجيال. وعثر علماء الآثار على بقايا أكثر من مائة شخص دفنوا في قبر واحد.
وجد أكبر قبر في منطقة شمل وإحدى هذه القبور كان بقطر (5و14قبر) وتحمل إحدى أحجار الواجهة أثر قدم منحوتة علية. وفي سنة 1988م عثر على قبر آخر في وادي المنيعي في الجزء الجنوبي من رأس الخيمة وقبر آخر اكتشف في اعسمة حيث عثر فيه على مجموعة مهمة من الأدوات البرونزية، ورؤوس رماح وأنصال خناجر.
إن لحضارة أم النار أهمية كبيرة بتطور حضارة دولة الإمارات العربية المتحدة. حيث يوجد هنالك دليل بان التجارة بين بلاد ما بين النهرين ووادي اندس (جنوب شرق إيران) جعلت من رأس الخيمة غنية خلال هذه الفترة وكانت تذكر باسم ماجان ومثلت مع باقي الأجزاء شبكة واسعة لتجارة المسافات البعيدة وخصوصا في تجارة الفخار عالية الجودة التي كانت تشتهر به.

### فترة وادي سوق (2000- 1600ق.م)
تمثلت هذه الفترة في رأس الخيمة باكتشاف 150 قبراً ضخماً في منطقة شمل شكلوا أكبر مقبرة ما قبل التاريخ. كما وجدت هنالك عدة مقابر في غليلة، القرم، الرمس، قرن الحرف وفي خت وأذن حيث اكتشفت جميعها في سنة 1976م وتم التنقيب عنها بين 1985-م1990. معظم قبور وادي سوق كانت ضخمة وفوق الأرض أما الأساس فقد بني من الحجر الجيري وكان القبر يضم من 30-60 شخصا دفنوا به. أما عن المقتنيات التي وجدت في هذه القبور وهي معروضة في متحف رأس الخيمة الوطني كؤوس مصبوغة، علب، طاسات حجرية محززة وأوعية ذات أغطية، حلي شخصية (خرز) أدوات معدنية وأسلحة.

### العصر الحديدي (1250_300 ق.م)
عُرف العصر الحديدي في الجزء الجنوبي لرأس الخيمة وبالأخص في وادي القور، وادي المنيعي، فشخة ووعب حيث اكتشفت عدة قبور منها القبور المستطيلة بأربعة غرف وقبر على شكل حذوة حصان وقبر دائري في «نصله» حيث تم استخراج طاسات مصبوغة وأعداد كبيرة من الأوعية الحجرية المنحوتة والمزينة التي صنعت من مادة الكلورايت والأهم من ذلك تم اكتشاف حجر منقوش عليه عنقاء مشابهة للعنقاوات الكبيرة الموجودة في القصور الآشورية في شمال العراق. أما الجزء الشمالي لرأس الخيمة فتوجد هنالك مستعمرين على شكل رابية أحدها في خت ويسمى (نيد الزباء) الذي اكتشف في 1968م.
والآخر في منطقة شمل وهاتين المستعمرتين تمثلان الاحتلال في الجزء الشمالي خلال العصر الحديدي.

### الفترة الهيلينية والفارسية (300 ق.م-300م)
وجدت في الجزء الشمالي والجنوبي للإمارة عدة مواقع من خلال المسوحات التي قامت بها دائرة الآثار والمتاحف وهي عبارة عن مدافن فردية وإعادة استعمال لقبور قديمة عثر عليها في منطقة شمل، اعسمة، وعب، ووداي المنيعي.

### فترة الاحتلال الساساني (300م-632م)
عثرت بعثة الآثار على موقع صغير في جزيرة حليله وكذلك على موقعين في خت أما أهم ما اكتشف أثناء هذه الفترة ومن خلال ثلاث فصول من التنقيبات ظهر موقع على شكل قلعة ساسانية بنيت للتحكم بالسهول الخصبة في الجزء الشمالي للإمارة والتي تركت من قبل المحتل إبان دخول الإسلام منطقة دولة الإمارات العربية المتحدة.

### الفترة العباسية (750-1250م)
هذه الفترة تبرز الأهمية الكبرى للإمبراطورية الإسلامية الموحدة وزيادة ضخمة في التجارة مع شرق آسيا وتتمثل هذه الفترة في مواقع قليلة من منطقة الخليج العربي كاملة وهناك موقعين جعلا من رأس الخيمة أكثر أهمية في معرفة طرق التجارة والبضائع في القرون الإسلامية الأولى. هذين الموقعين هما الكوش وهو قلعة ساسانية تخلوا عنها بعد المد الإسلامي لهذه المنطقة وأعيد استخدامها من قبل السكان وعاشوا بها لفترة (700) سنة تالية. أما الموقع الآخر فيقع في جزيرة حليله وهو عبارة عن مباني صنعت من سعف النخيل (العريش) والآثار الباقية منها قليلة وغير مرئية ولكنها تعتبر بقايا مهمة.كلا الموقعين عرفا ضمن منطقة جلفار وهي مدينة قديمة معروفة للرحالة والجغرافيين المسلمين مثل المقدسي في القرن العاشر والإدريسي في القرن الثاني عشر.
عُثر في الموقعين على الخزف الصيني والفخاريات العباسية المستوردة من العراق ومناطق أخرى تبين مدى اهتمام أهل جلفار بالتجارة بشكل كبير. وفي الكوش تم العثور على أقدم حبة قهوة في العالم خلال القرن الثاني عشر وهذا الاكتشاف يسبق المصادر التاريخية التي تعطينا معلومات عن استخدام وتجارة القهوة بقرنين كاملين.

### الفترة الإسلامية اللاحقة (القرن الرابع عشر-التاسع عشر)
في منتصف القرن الرابع عشر هُجرت الكوش وجزيرة حليله واستقر الناس في ذلك الوقت على الشاطئ الرملي أمام الساحل. سميت هذه المنطقة بجلفار واكتشفت من قبل عالم الآثار بياترس دي كاردي في سنة 1968 وقد توافدت على المنطقة عدة بعثات للآثار من فرنسا، بريطانيا، اليابان، وألمانيا حيث برهن الجميع بأن جلفار كانت منطقة كبيرة ومأهولة بالسكان مابين القرن الرابع عشر وحتى السابع عشر.
بُنيت المدينة من بيوت طينية (القرميد) وحميت بجدار ضخم من الطين بسمك 5و2 متر وارتفاع 4 متر وهي تعتبر مركز تجاري رئيسي في الجزء الأدنى من الخليج.العربي عرفت جلفار بتجارتها الواسعة والمزدهرة البعيدة المدى وذلك لما عثر عليه فيها من كميات كبيرة من الخزف الصيني المستورد والأواني الفخارية ذات المصادر العربية والأوروبية. تعتبر مدينة جلفار موطن التجارة وموطن أشهر البحارة العرب وهو أحمد بن ماجد الملقب بأسد البحار.
اشتهرت جلفار بجودة فخارها الذي يصنع في منطقة شمل ووادي حقيل وهي من المراكز الرئيسية لانتاج الأواني الفخارية والتي توزع لكافة دول الخليج العربي ولأكثر من 500 سنة استمر الإنتاج وقد هُجر آخر فرن في وادي حقيل منذ 30 سنة تقريبا.

## الاحتلال البرتغالي

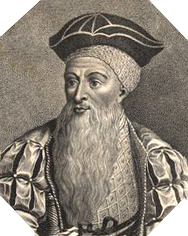
ألفونسو دي البوكيرك

بدأ الاحتلال البرتغالي للمنطقة عامة مع ظهور عصر الاستكشاف الذي كانت يهدف للوصول إلى الهند من دون المرور بطريق التجارة القديم الذي كان يعبر المناطق الإسلامية ومن ثم إلى البندقية التي كانت تعتبر المتنفس التجاري لأوروبا في تلك العصور ففي سنة 1518، كان البرتغاليون أول القادمين عندما جاؤوا بقيادة ألبوكيرك واحتلوا هرمز أقاموا فيها وحصنوها قبل أن ينطلقوا منها لاحتلال الشاطئ الغربي حتى البصرة. لم يكترث الشاه إسماعيل الصفوي اكتراثاً كبيراً بوصول البرتغاليين إلى منطقة الخليج العربي على الرغم من مصالحه الكبيرة هناك باعتباره صاحب السيادة الأسمية على هرمز المسيطرة إدارياً على أغلب سواحل الخليج وجزره حينئذ. ولعل ذلك يعود لانشغاله بمشروعه التوسعي الإقليمي، ولكن ألبوكيرك عبر في رسالة بعثها لملك إسبانيا عن أهمية التحالف مع الشاه في مواجهة العثمانيين. بنى البرتغاليون في جلفار مكتب جمركي لفرض رسوم على السفن التي تتاجر مع الهند والشرق الأدنى ومنذ عام 1507م، تمكّن البرتغاليون من تشديد الخناق على تجارة عمان البحرية، حين سيطروا على عدة موانئ ومدن تجارية هامة في الخليج وتشمل جلفار وخصب، بالإضافة إلى المدن الساحلية الواقعة بين رأس الحد وشبه جزيرة مسندم. استعمل البرتغاليون جلفار كقاعدة عسكرية ليشنوا هجومهم على هرمز إلا أن الشاه عباس الصفوي (996-1038هـ) حاربهم وكذلك فإن الإمام ناصر بن مرشد العماني (1034-1059) هاجم البرتغاليين في جلفار واضطروا لترك المدينة. بدأ الركود الاقتصادي يخيم على مملكة هرمز وانتهى ذاك العمران والرخاء الشامل بعد أن عاش سكان هرمز في ظلاله أكثر من قرنين من الزمان، وظل البرتغاليون في المنطقة قرابة قرنين من الزمان دون منافسة خاصة في المحيط الهندي. وقد يكون هذا السبب في هجرة القواسم لجلفار. بعد ذلك، تراجع الدور الكبير للامبراطوية البرتغالية خاصة بعد أن نودي بالملك فيليب الثاني ملك الأسبان ملكاً على البرتغال وأدى إلى فقدان البرتغال لكل مواقع نفوذها في الشرق تقريباً

## الاحتلال الهولندي

شعار شركة الهند الشرقية الهولندية.

وفي عام 1623، أبرم الهولنديون اتفاقية مع شاه عباس الأول تتعلّق بتجارة الحرير، حصلوا بموجبها على حقّ التجارة الحرّة على الجانب الفارسي من الخليج مقابل شراء كمية محدّدة من الحرير سنوياً من الملك. وبالإضافة إلى مركزهم الرئيس في بندر عباس، كان لدى الهولنديين عدد قليل من المكاتب الصغيرة عادة في أصفهان، وأحياناً في مواقع أخرى مثل لار، وكيرمان، وبوشهر، وشيراز. ونتيجة لتجارتهم بالسلع الفارسية وخاصة الحرير بين عامي 1623م و1630م، حقّقت شركة الهند الشرقية الهولندية أرباحاً هائلة، مما جعل التجارة الفارسية في ذلك الوقت أكثر ربحاً من أي وكالة هولندية أخرى في المحيط الهندي باستثناء باتافيا
كان العداء الهولندي-البرتغالي منذ البداية واستمر حتى السبعينات من القرن السابع عشر
لقد ظهر اسم جلفار في وثيقة هولندية يعود تاريخها إلى عام 1634م ضمن نصّ يشير إلى عرض لتقديم المساعدة إلى العرب الذين كانوا يقاتلون البرتغاليين هناك وفي مسقط أيضاً. وتؤكّد المذكّرة التي يعود تاريخ كتابتها إلى عام 1646م، أنّ ساحل شبه الجزيرة العربية كانت له أعماله الخاصة في نقل البضائع بحراً إلى مسافات وأنحاء بعيدة، وتشير تلك المذكّرة إلى وصول سفينة من جلفار إلى البصرة محمّلة بالسكّر.

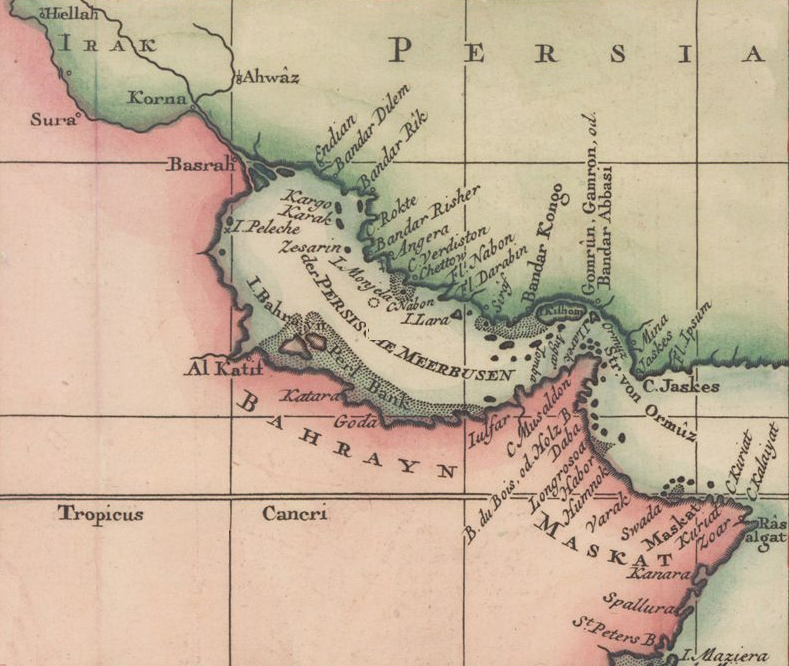
خريطة قديمة بتاريخ 1745 ويرى فيها إقليم جلفار ومسندم

## الأطماع الفارسية في جلفار
لم يكن النفوذ الفارسي في ساحل الخليج قوياً بسبب سيطرة البرتغاليين على مملكة هرمز وكانت فارس ترغب في السيطرة على طريق التجارة للحيلولة دون سيطرة العثمانيين على طريق التجارة وترغب في تحويل التجارة عبر فارس وروسيا، وكانت هذه السياسة أحد العوامل المؤدية إلى عدم استقرار الخليج. كما أن فارس كانت قوة داخلية ولم تكن لها قوة بحرية
حاول نادر شاه بسط سيطرته على الخليج العربي ومنها جلفار وذلك من خلال بناء أسطول بحري قوي بعد أن استنجد به سلطان مسقط سيف بن سلطان اليعربي فجهز حملة بحرية مؤلفة من أربع سفن كبيرة وسفينتين متوسطتين وعدد من المراكب الصغيرة أبحرت من بوشهر في مارس 1737 وهي تحمل خمسة آلاف راجل وألفاً وخمسمائة فارس بقيادة لطيف خان. وقد حطت الحملة رحالها في جلفار
احتل القواسم بندر لنجة بعد وفاة نادر شاه سنة 1747، كما احتلوا جزيرة قشم القريبة منها، غير أنهم طردوا منها سنة 1765 بعد تسلم كريم خان سلطة الحكم في فارس

## العلاقة مع عمان
نظراً لطبيعة الجوار بين عمان ورأس الخيمة وسيطرة عمان في أغلب الأوقات على الساحل الشرقي للخليج العربي، ومحاولة القواسم في الاستقلال عن الدولة العمانية ومحاولة عمان في مد السيطرة على فارس. فقد كانت أقوى مراحل الصراع مع عمان مع بدء ظهور القواسم في دولة اليعاربة. كما كانت الحرب الأهلية العمانية ونتائجها عامل في تقسيم المنطقة أكثر مذهبياً وقبائلياً

### دولة اليعاربة
بعد سقوط مملكة هرمز، أصبحت جميع الأراضي التابعة لها تتبع التحالف البرتغالي الفارسي، إلى أن ظهر ناصر بن مرشد اليعربي وطرد الحاكم الفارسي ناصر الدين من جلفار واستطاع اقتحام قلعة جلفار سنة 1625 وتمكن من تحريرها، وصور وصحار وفرض حصار على مسقط في عام 1053 هـ / 1643 حتى أجبر البرتغاليين على توقيع اتفاق ينص على فرض الجزية على البرتغاليين مقابل الاحتفاظ بمسقط أو مقابل وجودهم في الموانئ العربية
ثم قام سلطان بن سيف اليعربي مرة أخرى بتحرير جلفار كان القواسم تحت لواء الدولة اليعربية وأسهموا بفاعلية في حروبها خاصة ضد الفرس حيث استفاد العمانيون من أسطول القواسم الكبير وتفوقهم البحري

### البوسعيديين
أدى انهيار دولة اليعاربة لإتاحة الفرصة للقواسم لبناء كيانهم المستقل وعاصمته جلفار، بينما كان الإمام أحمد بن سعيد تعتبر نفسه وارثاً لكافة المناطق الخاضعة لليعاربة منها أراضي رأس الخيمة
خلال اندلاع الصراع بين أحمد بن سعيد وبلعرب بن حمير 1745 1749 وقف القواسم إلى جانب بلعرب، وشاركوه في الهجوم على مسقط، وبعد انفراد أحمد بن سعيد في حكم عمان في عام 1749 وكان أول تحدي يواجهه هو التحدي القاسمي، فقد حاول رحمة بن مطر القاسمي الاندفاع نحو صحار، وجرت معركة متعادلة بين الطرفين وبعد أن ثبت الإمام أحمد بن سعيد سلطته في عمان قرر إخضاع القواسم فجهز حملة في عامي 1758-1759.
استغل القواسم الخلافات بين أبناء الإمام أحمد بن سعيد، فاستولوا على بعض المناطق والبلدان مثل خورفكان، دبا، رأس مسندم، رمس، والجزيرة الحمراء، أم القيوين، عجمان والشارقة، وسيطروا على طول ساحل الصير الواقع بين خورفكان والشارقة وحتى دبي.
تولى سلطان بن أحمد بعد وفاة أبيه وقد قتله رجال من القواسم من رأس الخيمة، صادفوه في البحر وقد نزل من مركبه المنيع المشهور إلى سفينة صغيرة فرماه أحد أهل السفينة ببندق ومات وهم لا يعلمون أنه هو حتى سمعوا خادمه يدعوه باسمه. وتولى في مسقط أخوه بدر
بعد وفاة رحمه بن مطر في عام 1760، خلفه أخوه راشد بن مطر القاسمي. أسس في عام 1160 هـ / 1747 دولة امتد نفوذها على طول الساحل الشرقي والشمالي للخليج العربي وبلغت حدودها الشواطئ الهندية والبحر الأحمر. استطاعت أن توطد أركانها بأسطول بحري ضخم كان يسيطر سيطرة شبه تامة على مياه الخليج والبحر العربي كله. اتخذ من الشارقة عاصمة له، ووقفت هذه العائلة على قدم المساواة في معاملاتها مع سلطان مسقط والأمير السعودي

## تاريخ القواسم
قدم القواسم إلى رأس الخيمة في عام 1633 في حين تذكر مصادر أخرى أنهم قدموا في عقد 1760 من هرمز وجزيرة قيس، وبدأت زعامتهم في النصف الثاني من القرن الثاني عشر للهجرة على أثر انحلال دولة اليعاربة وذكر لأول مرة شيخ القواسم كحاكم لجلفار ولإقليم صير في النصف الأول من القرن الثامن عشر، وقد نجح القواسم في القرن الثامن عشر في مد نفوذهم على الساحل الشرقي للخليج من خلال الأسطول البحري الضخم الذي استطاعوا تكوينه
كانت رأس الخيمة تعتبر العاصمة لدولة القواسم إلى أن تم إحراق الأسطول القاسمي، مما أدى لانتقال سلطان بن صقر القاسمي للشارقة مع العديد من العائلات الداعمة له، والذي بدوره أدى لازدهار الشارقة
وظف القواسم إيراداتهم المالية في بناء قوة كبيرة حتى بلغ عدد سفن أسطولهم ثلاثاً وستين سفينة كبيرة وستمائة وتسع وستين سفينة صغيرة يعمل على ظهورها قرابة تسعة عشر ألف رجل.

## العلاقة مع الدولة السعودية
توسعت الدولة السعودية الأولى في عمان، وفي عهد عبد العزيز بن محمد بن سعود سنة 1799 حاصرت القوات النجدية بقيادة مطلق المطيري رأس الخيمة، واستمر الحصار سبعة عشر يوماً، واجهت فيه قوات القواسم العطش، فقرر الشيخ صقر بن راشد القاسمي (1777 - 1803) أن يفاوض المطيري، وكان من أهم شروط النجديين أن يقوم القواسم بإزالة قبور الأولياء، فاعتنقوا بموجبها القواسم العقيدة السلفية وهدموا جميع الأضرحة في عام 1218 هـ الموافق 1803، أرسل والي بغداد رسالة إلى الصدر الأعظم مفاده أن «قبائل بني ياس انضمت للسعوديين، وكذلك قبائل النعيم وبني قتب والقواسم»
وكان أول من أجاب الدعوة هم أهل بلدة ضاية (الرمس)، فكتبوا إلى الأمير سعود يستدعونه رغبة منهم في التوحيد. في عام 1804، قام الإنجليز بمراسلة سعود لوقف عدوان القواسم على الإنجليز
شعر الإمام سعود بأن نفوذه قد ضعف كثيراً في عمان بعد توقيع سلطان بن صقر القاسمي الموالي له اتفاق مع حكومة الهند البريطانية في ذي القعدة 1220 هـ / فبراير 1806، دون الرجوع إليه. فأرسل مطلق المطيري على رأس حملة قامت بتعيين الشيخ حسن بن علي على الرمس، والشيخ محمد بن أحمد الطنيجي على شناص، والشيخ راشد بن حميد النعيمي على عجمان. وفي أواخر عام 1808، عزل الشيخ سلطان عن مشيخة القواسم، ثم تم استدعاؤه للدرعية في عام 1809.
في عام 1818، قام إبراهيم باشا بالقضاء على الدولة السعودية الأولى بأمر من السلطان العثماني محمود الثاني حيث أعدم العديد من العلماء والقضاة في حين أسر جزء آخر منهم هرب اثنان آخران من قضاة الدرعية إلى إمارة رأس الخيمة
جدد أهل رأس الخيمة ولائهم لتركي بن عبد الله إمام الدولة السعودية الثانية عام 1244 هـ/1828، عندما قدم إليه وفد منهم وظل الوضع على حاله في عهد فيصل بن تركي حيث كان ساحل عمان والبحرين وسلطنة مسقط تدفع الزكاة لفيصل فقد كان يدفع السيد ثويني بن سعيد خمسة آلاف ريال نمساوي إلى الإمام فيصل

## الاحتلال البريطاني
ظهر الاحتلال البريطاني عقب زوال الاحتلال البرتغالي حيث كان البريطانيون حلفاء للشاه في بلاد فارس وحصلوا من خلاله على العديد من الامتيازات التجارية التي مكنتهم لاحقاً من فرض السيطرة العسكرية على مشيخات الساحل الغربي للخليج العربي ابتداءً من الكويت وانتهاءً بعمان. كان لتأسيس شركة الهند الشرقية في عام 1600 الدور الأكبر في فرض السيطرة من خلال التجارة، فقد تحولت الشركة من مشروع تجاري إلى مؤسسة تحكم جميع الولايات الهندية وجميع مستعمرات التاج البريطاني في المنطقة بدعم عسكري وسياسي من بريطانيا. تحالف الإنجليز مع الفرس ونجحوا معاً في السيطرة على آخر معاقل البرتغال الحصين في هرمز عام 1032 هـ/1622.
قامت بريطانيا من خلال المقيم السياسي البريطاني في الخليج العربي بالعديد من الممارسات التي من شأنها تقوية الخلافات بين المتنازعين كما استخدمت بريطانيا قضية منع تجارة الرقيق في الخليج سببا لتفتيش السفن العربية. وتحت ستار محاربة الرقيق قضت على النشاط العربي الملاحي في الخليج لذا قامت السفن العربية برفع الأعلام الفرنسية لمنع تفتيشها من قبل البريطانيين. ومنها قيام الإنجليز بتحريم تجارة السلاح وقد حاربوا الوجود الفرنسي والألماني والروسي والعثماني في أواخر القرن التاسع عشر، ومنعوا قيامهم بأية مشروعات سكك حديد أو امتيازات التنقيب عن النفط وعطلوا تقدم المنطقة، وبالتالي تأخر نموها وتقدمها لمدة نصف قرن بسبب هذه السيطرة الاحتكارية

### الحملات البريطانية على رأس الخيمة
قام البريطانيون بعدد كبير من الحملات استطاع القواسم تجنب بعضها ومواجهة بعضها الآخر ولكن القوة العسكرية الكبيرة للأسطول البريطاني كانت أكبر. فاستطاعت بريطانيا أن تقوم بعدة حملات تنتهي بمعاهدة. كان السبب الرئيس في الحملات إدعاء بريطانيا بقيام القواسم بعمليات قرصنة ضد السفن التي كانت تعبر الخليج العربي بمساعدة الوهابيين السعوديين، واستمر بريطانيا في حملاتها العسكرية حتى عام 1820 حيث وقع القواسم معاهدة صلح مع البريطانيين.

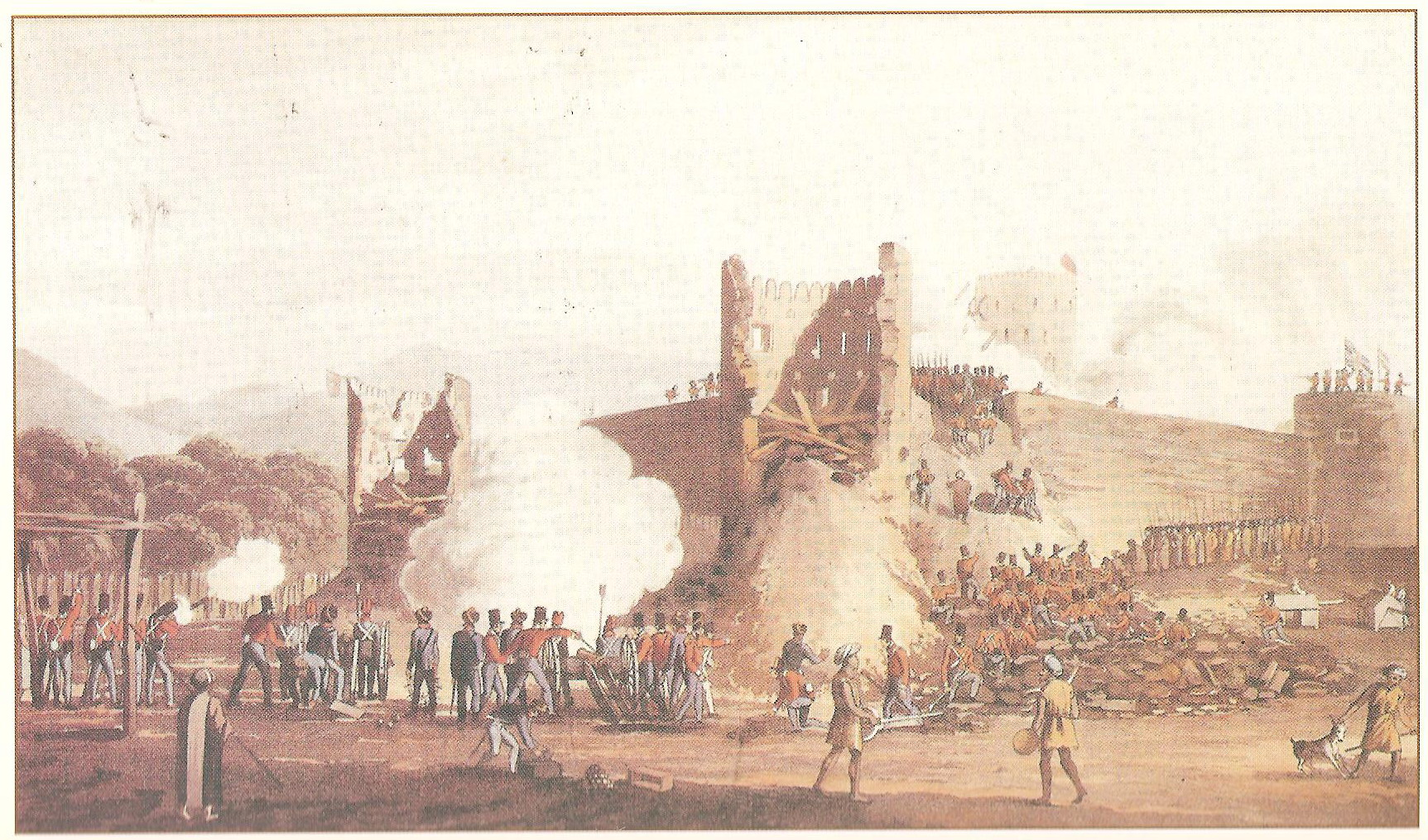
القوات البريطانية تهاجم مدينة راس الخيمة

#### الحملة الأولى 1800
كانت العلاقة متوترة بين القواسم والإنجليز وحلفائهم العمانيون خاصة بعد سيطرة الإنجليز على تجارة الخليج بعد هزيمة فرنسا في حرب السنوات السبع ورضوخها في معاهدة باريس سنة 1763 لتسليم ممتلكاتها في شبه القارة الهندية لبريطانيا، وبعد أن اضطر الهولنديون لمغادرة آخر مواقعهم الخليجية في جزيرة خرج سنة 1765.
كان تحالف سلطان بن صقر القاسمي مع السعوديين خطوة قلبت الموازين في المنطقة وأثارت مخاوف سلطان مسقط سلطان بن أحمد وحليفته بريطانيا، فتحركت القوات البحرية العمانية يساندها الاسطول البحري البريطاني في 15 يونيو عام 1805م في اتجاه ميناء بندر عباس لاستعادته من قبضة القواسم وحلفائهم من بني معين سكان جزيرة هرمز وتم لهم بعد قتال استمر يوما واحداً.
قاد بدر بن سيف البوسعيدي المعركة ضد القواسم بالتحالف مع البريطانيين ثم توصلوا لاتفاق في فبراير 1806 وهي أول اتفاقية بين الجانبين. رجع بدر بن سيف لمسقط وقتل في يوليو 1806 وحل محله سعيد بن سلطان الذي عاود الحرب مع القواسم في سبتمبر 1806.

#### الحملة الثانية 1809
وصلت الحملة البريطانية الثانية إلى مسقط حيث ظلت عدة أيام، ناقش خلالها قادتها الخطط مع السيد سعيد بن سلطان حاكم عمان وفي 11 نوفمبر عام 1809م وصلت سفن الحملة رأس الخيمة ولكن ضحالة المياه امام سواحل رأس الخيمة اضطرت السفن إلى الوقوف على مسافة تتراوح بين ميلين وأربعة أميال وبدأت السفن قصف المدينة طوال يوم 2 نوفمبر من نفس العام.
دافع القواسم ببسالة عن مدينة راس الخيمة بيد ان البريطانيين تمكنوا في صباح يوم 13 نوفمبر عام 1809م من فتح ثغرة في دفاع المدينة واندفعوا منها إلى داخلها وعند الظهر تمكنوا من احتلال وسط المدينة في حين ظلت الأجزاء الشمالية منها في أيدي القواسم وشرعت سفن الشركة بعد ذلك في تدمير واحراق أسطول القواسم.
ترددت الأنباء عن اقتراب قوات كبيرة من الوهابيين في اتجاه رأس الخيمة ولما كانت تعليمات الرئاسة الصادرة للسفن البريطانية تحظر عدم الاشتباك مع الوهابيين في عمق اليابسة من أراضي رأس الخيمة فقد اصدر قادة الحملة في صباح يوم 14 نوفمبر عام 1809م أوامرهم بعودة الجنود البريطانيين إلى سفنهم وطراداتهم حتى لا تتورط القوات البريطانية في معارك برية قد لا يكون النصر حليفها فيها.

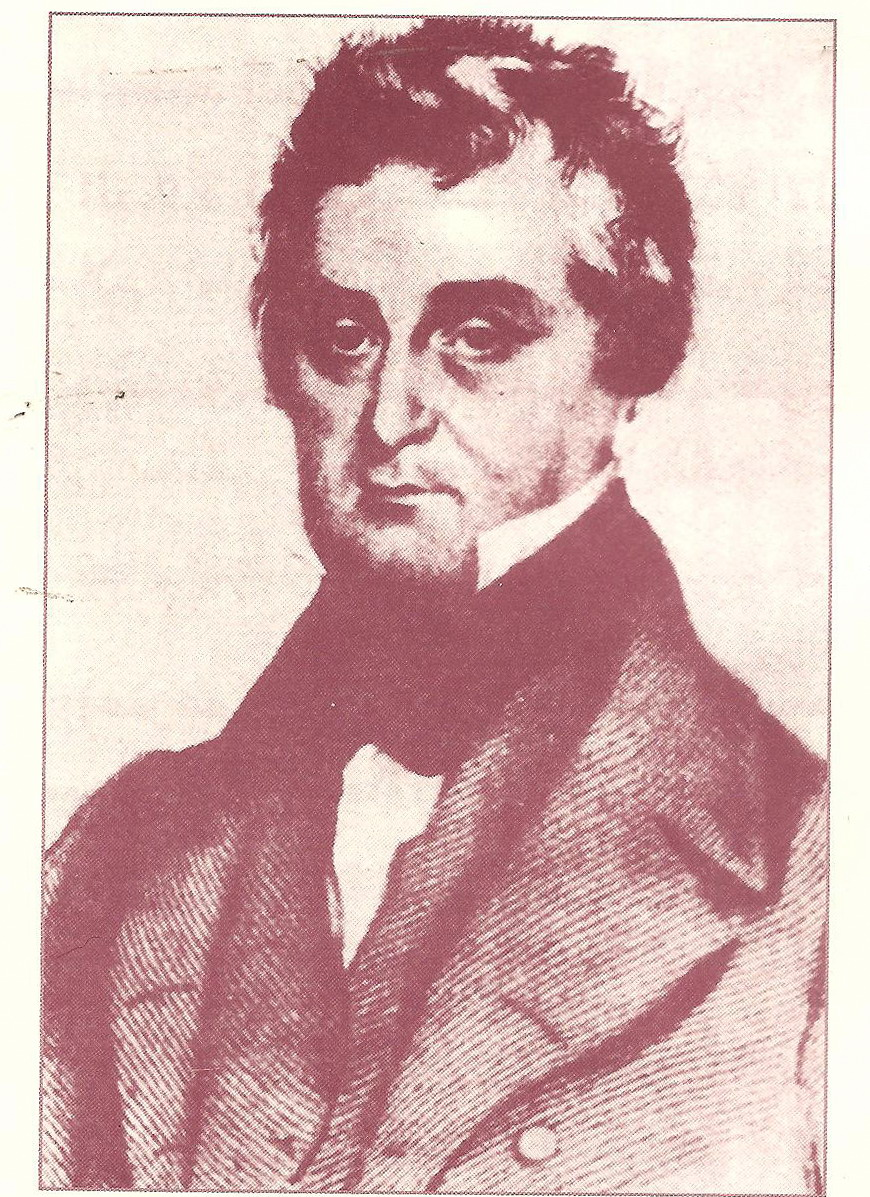
الكابتن ج.بيرنت تومسون أحد ضباط الحملة البريطانية ومترجم الحملة وكاتب اتفاقية 1820م باللغة العربية

#### الحملة الثالثة 1816
و في شهر فبراير عام 1816م اشتبكت دورية بحرية للقواسم مع الطراد البريطاني اورورا ذي الأربعة عشر مدفعا وكان هذا الطراد يقوم بحراسة سفينة عمانية ذكرت المصادر البريطانية انها كانت تحمل أموالا وبضايع للسيد سعيد بن سلطان حاكم مسقط لكن القواسم لم يتمكنوا من الاستيلاء على السفينة العمانية حيث واجهوا مقاومة عنيفة وخلال شهر مارس عام 1816م هاجم القواسم عددا من السفن البريطانية والأمريكية والفرنسية من بينها السفينتين البريطانيتين سنترا وماكولاي والسفينة الامركية فارس وسفينة فرنسية كانت قادمة من موريشيوس.

#### الحملة الرابعة 1819
كان الكابتن جورج فورستر سادليير مكلفاً من الحكومة البريطانية لإقناع محمد علي باشا بالهجوم على موانئ الإمارات العربية وتدمير قوة القواسم وبني ياس، لأن أسطول الإمارات العربية البحري كان قد شكل خطراً على المصالح والأطماع البريطانية في الخليج العربي.
وجدت حكومة بومباي ان الفرصة متاحة لها لغزو القواسم والقضاء على قواعدهم وأسطولهم البحري وتقليص نفوذهم في مدن وموانئ الخليج العربي بعد أن تم القضاء على حلفاءهم السعوديين الأمر الذي اضطر الشيخ حسن بن رحمة إلى محاولة تسوية المشاكل البحرية مع الإنجليز وذلك في مارس 1819م فانتهز الشيخ الفرصة التي سنحت له عندما وردت إليه رسالة بعث بها قائد الاسطول الإنجليزي في الخليج العربي الكابتن لوك في البحرين بشأن تبادل الأسرى بين الطرفين.
رغم ذلك كانت حكومة بومباي تستعد للقيام بحملة كبرى ضد القواسم فعلى اثر عودة السلام إلى أوروبا بالقضاء على نابليون وتستعد بريطانيا بتفوق حاسم في البحار الهندية من حروب في المهراتا كما اسلفنا الذكر وجدت ان المجال قد فتح امامها لجعل الخليج العربي منطقة نفوذ بريطانية بشكل مطلق وزادت حكومة بومباي في تلك الفترة التي اعقبت رفض الزعيم من دوريات المسلحة في الخليج العربي وفي 11 مارس 1819م قام الكابتن لوك باعتراض تشكيل بحري قاسمي على الرغم من انهم كانوا يرفعون علم الهدنة كما جاء في تقرير لوك فان الطرادات البريطانية هاجمت بعنف ولكن بعد معركة قصيرة وتمكنت السفن القاسمية من الانسحاب.

رفع علم الدولة معلنين قيام دولة الإمارات العربية المتحدة في 2 ديسمبر1971

المعاهدة العامة للسلام 1820 معاهدة وقعت بين حكام ولايات الساحل المتصالح والامبراطورية البريطانية تحت اشراف السير وليام كير كانت تنص المعاهدة على عدم القرصنة في الخليج العربي وكما تمنع تجارة الاسترقاق والعبودية واستخدام كل السفن النافعة لصالح التاج البريطاني. غير أن المعاهدة لم تضع حداً للقتال البري بين الشيوخ، فقد وقعت عدة منازعات وخصومات بين شيوخ أبوظبي ودبي كان من نتيجة المعاهدة تأسيس وكالة سياسية للخليج الأدنى وكان له مهمة إدارة علاقات الشركة مع ما سمي بالشيوخ المتصالحين، والفتوى في الشؤون المتعلقة بتفسير المعاهدات.
كان المقيم البريطاني في بوشهر هينل يعتقد أن الصراع على مناطق الغوص من أهم أسباب الحروب بين القبائل العربية، ومن ثم فقد رأى أنه من واجب رئاسة الشركة البريطانية في بومباي فرض حمايتها على شيوخ المنطقة وإجبارهم على توقيع معاهدة تتضمن عدم القتال في البحر. ونجح هيتل في إقناع زعيم القواسم وزعيم بني ياس على قبول تسوية بينهما يتعهدان فيها بالكف عن الاشتباكات البحرية. ثم بعت هينل سفينته الحربية ألفنستون إلى كل من دبي وعجمان لاحضار عبيد بن سعيد آل مكتوم والشيخ راشد بن حميد النعيمي إلى باسيدو للانضمام إلى هذه التسوية. وفي 21 مايو عام 1835 وقع شيوخ المنطقة أول اتفاقية للهدنة البحرية
وشرعت المصادر البريطانية منذ التوقيع على تلك الاتفاقية تطلق اسم الساحل المهادن على المنطقة من رأس مسندم وحتى شبه جزيرة قطر بدلا من ساحل القراصنة.
و قد أصدرت حكومة الشركة البريطانيا في بومباي تعليماتها إلى الكابتن كيمبال الذي خلف الكابتن هينل في منصب المقيم البريطاني في بوشهر ليقف على مدى رغبة شيوخ الساحل المهادن في تجديد الهدنة بعد انتهائها في 31 مايو عام 1853 على أسس دائمة أو لمدة محدودة، فأرسل كيمبال إلى شيوخ في أواخر عام 1852 يطلب منهم تحديد موافقتهم ازاء ذلك الموضوع. فجاءته الردود متباينة بين موافق على تلبية رغبات المقيم البريطاني، وبين من يطلب تأجيل البت في الأمر إلى أن يقوم المقيم بزيارته الدورية للساحل.و عندما اجتمع الكابتن كيمبال بالشيوخ في زيارته الدورية أبدوا رغبتهم في تجديد الهدنة البحرية على أسس دائمة

## الاستقلال والاتحاد
تم إعلان قيام دولة الإمارات العربية المتحدة في الثاني من ديسمبر سنة 1971 بعد انتهاء الحماية البريطانية عن الإمارات السبع والتوقيع على معاهدة صداقة بين هذه الإمارات والحكومة البريطانية. اجتمع في هذا اليوم حكام الإمارات السبعة في قصر الضيافة في دبي وهي أبو ظبي ودبي والشارقة وعجمان وأم القيوين والفجيرة ووقاموا بتوقيع الدستور المؤقت لإتحاد الإمارات العربية، ثم ما لبثت أن انضمت إمارة رأس الخيمة لاحقا إلى الاتحاد في 24 ذي الحجة 1391 هـ (فبراير من عام 1972) وتم انتخاب زايد بن سلطان آل نهيان رئيساً للاتحاد

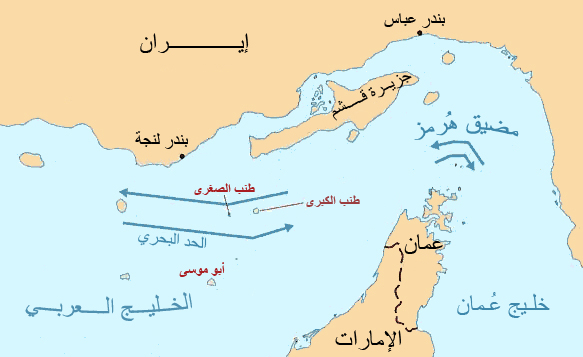
الجزر الثلاث المحتلة

## النزاع حول مسألة الجزر
تأتي الأهمية الإستراتيجية للجزر الثلاث. فبحكم موقعها الجغرافي في الخليج تتحكم هذه الجزر في الممرات الملاحية الدولية في الخليج العربي ويعود الخلاف في مسألة الجزر الثلاث (طنب الكبرى وطنب الصغرى وأبو موسى) وأول مطالبة فارسية بملكيتها وتبعيتها لفارس جرت في عام 1887 على أساس أنها من ملحقات إمارة لنجه التي أصبحت منذ هذا التاريخ جزءا من أراضي التاج الفارسي، ثم تبعتها مطالبات أخرى لاحقة خلال الأعوام: 1904,1925، 1928، 1934,1951,1961,1964
استولت فارس على جزيرة سيري التابعة للشارقة، وعلى إثر ذلك تزايد اهتماهم بجزيرة أبو موسى إذ تحول جانب كبير من التجارة عن الموانئ الفارسية، فسعوا للاستيلاء على أبو موسى وعلى الجزر المجاورة كطنب الصغرى والكبرى
بشكل واضح منذ أوائل القرن العشرين وتحديداً منذ عام 1904 حين نازعت إيران إمارة الشارقة سيادتها على جزيرة أبو موسى، في حين تزعم إيران بأن حاكم الشارقة تنازل عن الجزيرة مقابل مبلغ من المال
الحكومة الإيرانية قدمت عدة تبريرات يستند بعضها على التمسك بفكرة الحق التاريخي
ومن الثابت تاريخيا أن الجزر الثلاث كانت خاضعة لسيادة قواسم عمان قبل مجيء بريطانيا إلى المنطقة واستمر خضوعها لهم حتى انسحاب بريطانيا وإعلان قيام دولة الإمارات العربية المتحدة التي خلفت مشيخات إمارات الساحل المتصالح فيما أبرمت من اتفاقات وخصوصا اتفاقات الحدود. ويرى البعض أن بريطانيا قدمت الجزر الثلاث إرضاءً لشاه إيران

## ملاحظة
1. ↑  بلاد الصير أو سيح الصير وهو سيح البريرات
2. ↑  فند د.سلطان القاسمي (حاكم الشارقة) هذه الادعاءات في كتابه القواسم والعدوان البريطاني (1797-1820)